# Gottardo Scotti
Gottardo Scotti (Piacenza, ... – ...; fl. XV secolo) è stato un pittore italiano del Rinascimento.

## Biografia
Fu attivo a Milano dove, nel 1457, insieme a Cristoforo da Monza, fece delle stime per un'opera dipinta da Ambrogio Zavattari per il Duomo di Milano. Nel 1481 fu membro della corporazione dei pittori e attivo nel Duomo e nel Castello. Nel Museo Poldi Pezzoli, gli è attribuito un trittico raffigurante una Vergine della Misericordia, un'Annunciazione, un'Adorazione dei Magi, San Sebastiano e un santo vescovo.
Suo figlio, Bernardo Scotti, dipinse a Cassino per il maresciallo Trivulzio e affreschi per l'abside della chiesa di Cassino Scanasio.
Altri quattro pittori di nome Scotti furono attivi in Lombardia nel XV secolo: Melchiorre Scotti di Piacenza fu attivo tra il 1430 e il 1454 nel Duomo di Milano, Giorgio Scotti attivo a Como intorno al 1464, Stefano Scotti fu maestro di Gaudenzio Ferrari, e Felice Scotti dipinse vetrate a Como e nella chiesa di Santa Croce a Boscaglia vicino a Como.